# Diama Dam
Diama Dam är en dammbyggnad i Mauretanien.   Den ligger i regionen Trarza, i den sydvästra delen av landet, 210 km söder om huvudstaden Nouakchott.
Terrängen runt Diama Dam är mycket platt. Runt Diama Dam är det ganska tätbefolkat, med 120 invånare per kvadratkilometer. Det finns inga samhällen i närheten. Omgivningarna runt Diama Dam är i huvudsak ett öppet busklandskap.